# Seán Gallagher
Seán Gallagher (ur. 7 lipca 1962 w Ballyhaise) – irlandzki polityk i przedsiębiorca, kandydat w wyborach prezydenckich.

## Życiorys
Seán Gallagher urodził się w 1962 w hrabstwie Monaghan, a wychował się w Ballyhaise w sąsiednim hrabstwie Cavan. Urodził się z wrodzoną zaćmą, do czasu operacji w wieku 3 lat był osobą niedowidzącą.
Edukację rozpoczynał w rodzinnej miejscowości. W 1980 podjął naukę w Teagasc Agricultural College w Ballyhaise. Po ukończeniu szkoły w 1983 zakupił farmę. W 1986 ukończył kurs z zakresu rozwoju młodzieży i społeczności na National University of Ireland w Maynooth. W 2000 ukończył studia MBA na Ulster University.
W 1990 rozpoczął pracę jako asystent ministra zdrowia Rory’ego O’Hanlona, polityka partii Fianna Fáil. Został także wicedyrektorem biura do spraw przedsiębiorczości w hrabstwie Louth, zajmował się szkoleniami i rozwojem prywatnej działalności gospodarczej.
Korzystając ze wsparcia tego urzędu, wraz z wspólnikiem Derekiem Roddym założył w 2002 firmę „Smarthomes”, zajmującą się produkcją i montażem systemów technicznych i kablowych. Stała się ona z czasem jedną z największych w swojej branży. W kwietniu 2010 zrezygnował ze stanowiska dyrektora i całkowicie wycofał się z tego biznesu. W 2006 był finalistą programu Ernst & Young „Entrepreneur of the Year Programme”. W 2010 został mianowany w skład zarządu Foras Áiseanna Saothair, państwowej agencji zajmującej się szkoleniami i aktywizacją bezrobotnych. W latach 2009–2011 był jednym z inwestorów w programie telewizyjnym Dragon’s Den emitowanym przez RTÉ One.
Od początku lat 90. był związany z partią Fianna Fáil. Przez wiele lat nie był jednak zaangażowany w aktywną działalność polityczną. W 2007 prowadził kampanię wyborczą jednego z kandydatów na deputowanego. 5 stycznia 2011 oficjalnie zrezygnował z członkostwa w partii.
6 maja 2011 ogłosił swój start jako kandydat niezależny w wyborach prezydenckich zaplanowanych na 27 października tegoż roku. We wrześniu 2011 uzyskał wymagane poparcie od co najmniej czterech władz samorządu terytorialnego. Poparła go rada miasta Cork, a także rady hrabstw Clare, Leitrim oraz Meath. W wyborach z 27 października 2011 zajął drugie miejsce, zdobywając 28,5% głosów poparcia (505 tys.) w pierwszej turze liczenia głosów. Przegrał z Michaelem D. Higginsem, który uzyskał 39,6% głosów (701 tys.). W ostatniej turze liczenia głosów uzyskał 38,4% głosów poparcia (628 tys.), podczas gdy Michael D. Higgins zdobył 61,6% głosów (1,007 mln).
Wystartował także w kolejnych wyborach prezydenckich z 26 października 2018; rejestrację jego kandydatury ponownie umożliwiło uzyskanie wymaganego poparcia od co najmniej czterech władz samorządu terytorialnego. Otrzymał wówczas 6,4% głosów poparcia (93 tys.) w pierwszej turze liczenia głosów, zajmując 3. miejsce wśród 6 kandydatów.
Jego pierwsze małżeństwo, zakończone rozwodem, trwało w latach 1997–1999. Drugi związek małżeński Seán Gallagher zawarł w 2010.